# مايو كيبي الشرقية (إقليم)
إقليم مايو كيبي الشرقية إقليم من ضمن 23 إقليم لدولة تشاد، عاصمته بونقور. ويتألف من المناطق الشمالية للمحافظة السابقة مايو كيبي (مقاطعات فرعية في بونقور وفيانغا وجونو جايا).

## الجغرافية
يحده إقليم شاري باقرمي من الشمال الشرقي، وإقليم تانجيلي من الجنوب الشرقي، وإقليم مايو كيبي الغربية من الجنوب الغربي، والكاميرون من الغرب.

### المستوطنات
عاصمة الإقليم هي بونقور. تشمل المستوطنات الرئيسية الأخرى دجودو جاسا، فيانجا، جام، جونو جايا، جيلنجدينج، هولوم جامي، كاتوا، كيرا، كيم، كويوم، مولكو، نانجيجوتو، تيكيم ويوي. تقع بحيرة فيانكا وبحيرة تيكم في الإقليم.

## التركيبة السكانية
بلغ عدد سكان الإقليم 495339 نسمة عام 1993 و 774782 نسمة في تعداد عام 2009.